# アンドリュー・ニュースタッブ
アンドリュー・ニュースタッブ（Andrew Knewstubb、1995年9月14日 - ）は、ニュージーランドのラグビー選手。

## プロフィール
- ニュージーランド・ウェリントン出身[1]。
- ポジションはフルバック(FB)。
- 身長 184cm、体重 88kg

## 略歴
2021年、東京五輪の7人制ニュージーランド代表に選ばれて銀メダル獲得。